# Akrobatická gymnastika
Akrobatická gymnastika je sport, který představuje kombinaci síly, flexibility, spolupráce a důvěry mezi sportovci.

## Historie
Akrobacie existuje v nějaké formě po tisíciletí a předchází organizované gymnastice ve starověkém Řecku a Římě. Umění z doby bronzové zobrazuje primitivní formy akrobacie, zejména býčí skok – kotrmelec nad býkem, který se nachází ve starověkých kulturách s tradicí uctívání býků. Obě Homérova epická literární díla Ilias a Odyssea obsahují časté odkazy na akrobacii. Stejně tak má Čína tradici akrobacie od dynastie Han, kdy byla akrobacie součástí dožínkových festivalů, a umění z dynastie Wei zobrazuje vyvažování rukou. Akrobacii jako zábavu jsme našli také ve starověkém Řecku, kde byla klíčovou součástí společenských akcí známých jako sympozia. Akrobacie jako zábava pro vyšší třídu pokračovala jako středisko evropských kurtů během středověku, kdy skupiny akrobatů, stavařů a žonglérů cestovali z města do města, aby předváděli v raných cirkusech. Typickým výkonem cirkusového „siláka“ byly stojky a další gymnastické dovednosti. Akrobacie a omílání byly důležitou dovedností v éře estrády, protože byly nesmírně cenné jako zábava. Na počátku 20. století se ve vývoji akrobacie objevily dva směry. První byla akrobacie na aparátu (hrazdy, provazy atd.), Které zůstávají součástí cirkusových představení. Druhým byla akrobacie na zemi a pyramidy. Zpočátku se používaly pouze k prokázání schopností lidského těla, ale později se vyvinuly v soutěžní sport. V sovětské éře sledovaly zaplněné stadiony gymnastické představení se stovkami akrobatů, které společně vytvářely složité figury, včetně obřích lidských pyramid, což je praxe, kterou lze dodnes vidět na severokorejském Arirang festivalu.
Akrobacie jako soutěžní disciplína přišla ze Sovětského svazu, kde byla formulována první pravidla soutěže. Sovětské národní mistrovství se konalo poprvé v roce 1939, ale druhá světová válka přerušila rozvoj disciplíny. První mezinárodní turnaj zvaný Sportovní akrobacie se konal ve Varšavě v roce 1957, kde soutěžily čtyři týmy východního bloku – Bulharsko, Německá demokratická republika, Polsko a Sovětský svaz. Světový řídící orgán, Mezinárodní federace sportovní akrobacie (IFSA), byl založen 23. listopadu 1973 a původně zastupoval 12 národních řídících orgánů. Následující mistrovství světa se konalo následující rok v Moskvě s týmy z Bulharska, Spolkové republiky Německo, Velké Británie, Maďarska, Polska, Sovětského svazu a Spojených států. V roce 1998 byla rozpuštěna Mezinárodní federace sportovní akrobacie a disciplína byla přijata Mezinárodní gymnastickou federací s přetrvávajícím cílem spojit všechny gymnastické disciplíny a dosáhnout toho, aby se z akrobacie stal nakonec olympijský sport. 16. mistrovství světa a první mistrovství světa v éře FIG se konaly v belgickém Gentu v roce 1999. Od roku 2007 je tato disciplína známá jako akrobatická gymnastika. Díky své bohaté historii akrobacie a inovací týmy z Číny a Ruska nadále dominují v mezinárodní konkurenci v akrobatické gymnastice, zatímco národy jako Velká Británie a Belgie se dramaticky zlepšily.

## Instituce
Hlavní správní institucí je Mezinárodní gymnastická federace (francouzsky: Fédération Internationale de Gymnastique, zkráceně FIG), která byla založena v roce 1881 a která zahrnuje všechny gymnastické disciplíny.
V Evropě akrobatickou gymnastiku organizuje Evropská gymnastická unie (francouzsky: Union Européenne de Gymnastique, zkráceně UEG).
Českou akrobatickou gymnastiku zastřešuje Česká gymnastická federace, která sídlí v Praze. Spolek vytváří podmínky pro státní sportovní reprezentaci a činnost oddílů akrobatické gymnastiky.